# ボスコ・ヴェルティカーレ
ボスコ・ヴェルティカーレ（イタリア語: Bosco Verticale）は、イタリア・ミラノにある超高層マンション。

## 概要
ボスコ・ヴェルティカーレはイタリア語で「垂直の森」を意味する。イタリアの建築家・都市計画家のステファノ・ボエリの設計による。111mと76mのツインタワーで、テラスがはみだした外壁には多くの植物が植えられており、奇抜な建築物として話題になった。2014年には建築デザインの国際アワードであるインターナショナル・ハイライズ・アワードを受賞。